# مبرهنة ترميز القناة ذات الضجيج
مبرهنة ترميز القناة ذات الضجيج (تسمى أيضاً نظرية شانون أو حد شانون) (بالإنجليزية: noisy-channel coding theorem)، في نظرية المعلومات تحدد لأي درجة معينة من التلوث الضوضائي لقناة الاتصال بإمكاننا توصيل بيانات منفصلة (معلومات رقمية) خالية من الأخطاء تقريبًا حتى أقصى معدل محسوب من خلال القناة. قدمت هذه النتيجة من قبل كلود شانون في عام 1948 واستندت جزئيًا إلى أعمال وأفكار سابقة لهاري نايكست و‌رالف هارتلي.
يشير حد شانون أو سعة شانون لقناة اتصال إلى المعدل الأقصى للبيانات الخالية من الأخطاء التي يمكن نقلها نظريًا عبر القناة إذا كان الرابط عرضة لأخطاء نقل البيانات العشوائية، لمستوى ضوضاء معين. تم وصفه لأول مرة بواسطة شانون (1948)، وبعد فترة وجيزة من نشره في كتاب كلود شانون و‌وارن ويفر في عام 1949 بعنوان النظرية الرياضية للاتصال. هذا أسس الفرع العلمي الحديث لنظرية المعلومات.

## نظرة عامة
تصف المبرهنة؛ بواسطة نظريات كلود شانون في عام 1948، أقصى كفاءة ممكنة لطرق تصحيح الخطأ مقابل مستويات تداخل الضوضاء وتلف البيانات. تمتلك نظرية شانون تطبيقات واسعة النطاق في كل من الاتصالات و‌تخزين البيانات. هذه النظرية ذات أهمية أساسية للمجال الحديث لنظرية المعلومات. شانون أعطى فقط الخطوط العريضة للدليل. أول دليل صارم على هذه القضية المنفصلة يرجع إلى أميل فينشتاين في عام 1954.

## روابط خارجية
- على قانون شانون وشانون
- شانون نظرية قناة التشويش الصاخبة